# Seven Doors Hotel
Seven Doors Hotel è un brano del gruppo svedese Europe ed anche il primo (ed unico) singolo estratto dall'omonimo album d'esordio della band.

## Il disco
La traccia dai ritmi aggressivi e veloci è abbinata ad una bella e avvincente melodia cantata da Tempest coralmente nel ritornello, che ricalca atmosfere tetre, ben lontane dalle produzioni successive, vivaci e allegre. Di particolare effetto sono i cori, molto cupi e incisivi (incisività che in parte verrà persa nella nuova versione del 1985 già fortemente influenzata dallo stile glam metal delle tastiere del neo acquisto Mic Michaeli). L'assolo di chitarra si fa notare per la sua velocità d'esecuzione inconsueta e per la sua lunghezza, davvero rara per il gruppo che normalmente concentra assoli corti e velocissimi.
Questa canzone è stata inclusa come B-side nel singolo Rock the Night due anni dopo, incisa ai polar studio di Stoccolma, poco dopo aver firmato il contratto discografico con la major Epic Records.
Pubblicato anche in Giappone, per essere stato casualmente ascoltato dal presidente della Victor Records (il quale fu positivamente colpito) riscosse un enorme successo, raggiungendo la top 10 e superando il successo che lo stesso ebbe in patria.
Tutt'oggi Seven Doors Hotel è ormai considerata un classico del genere, nonché una delle migliori produzioni degli Europe.

## Tracce del singolo
1. Seven Doors Hotel - 5:16 (Tempest)
2. Words of Wisdom - 4:05 (Tempest)

## Versioni
1. Seven Doors Hotel (album/single version, 1983) - 5:16
2. Seven Doors Hotel (B-Side version, 1985) - 5:03

## Lato B
Il Lato B del singolo è Words of Wisdom, brano anch'esso contenuto nell'album Europe.

## Formazione

### 1983
- Joey Tempest – voce e tastiere
- John Norum – chitarra elettrica
- John Levén - basso
- Tony Reno - batteria

### 1985
- Joey Tempest - voce
- John Norum - chitarra
- John Levén - basso
- Mic Michaeli - tastiere
- Ian Haugland - batteria